# Schackboxning

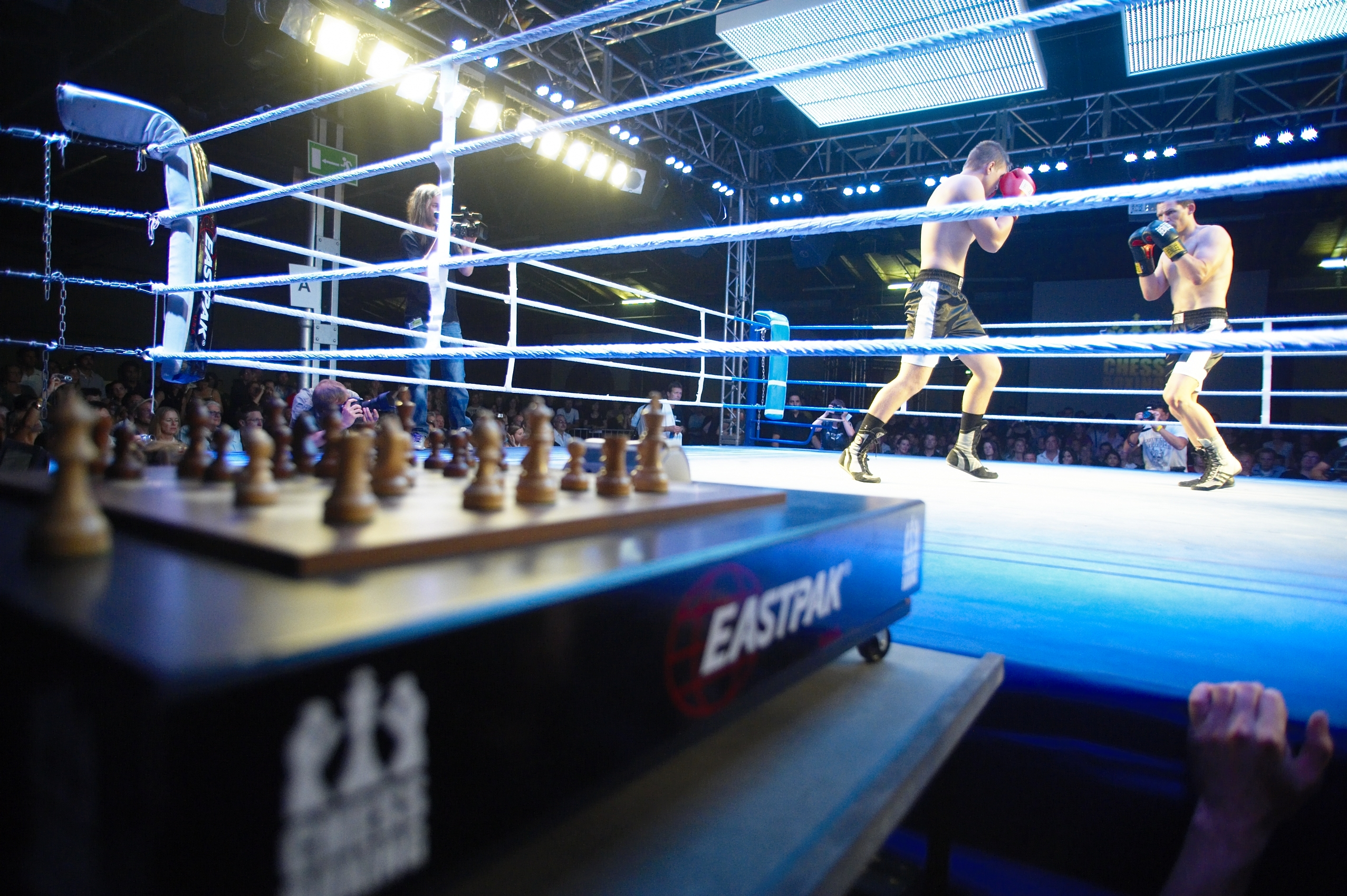
Schackboxning vid en turnering i Berlin anordnad 2008 av World Chess Boxing Organisation.

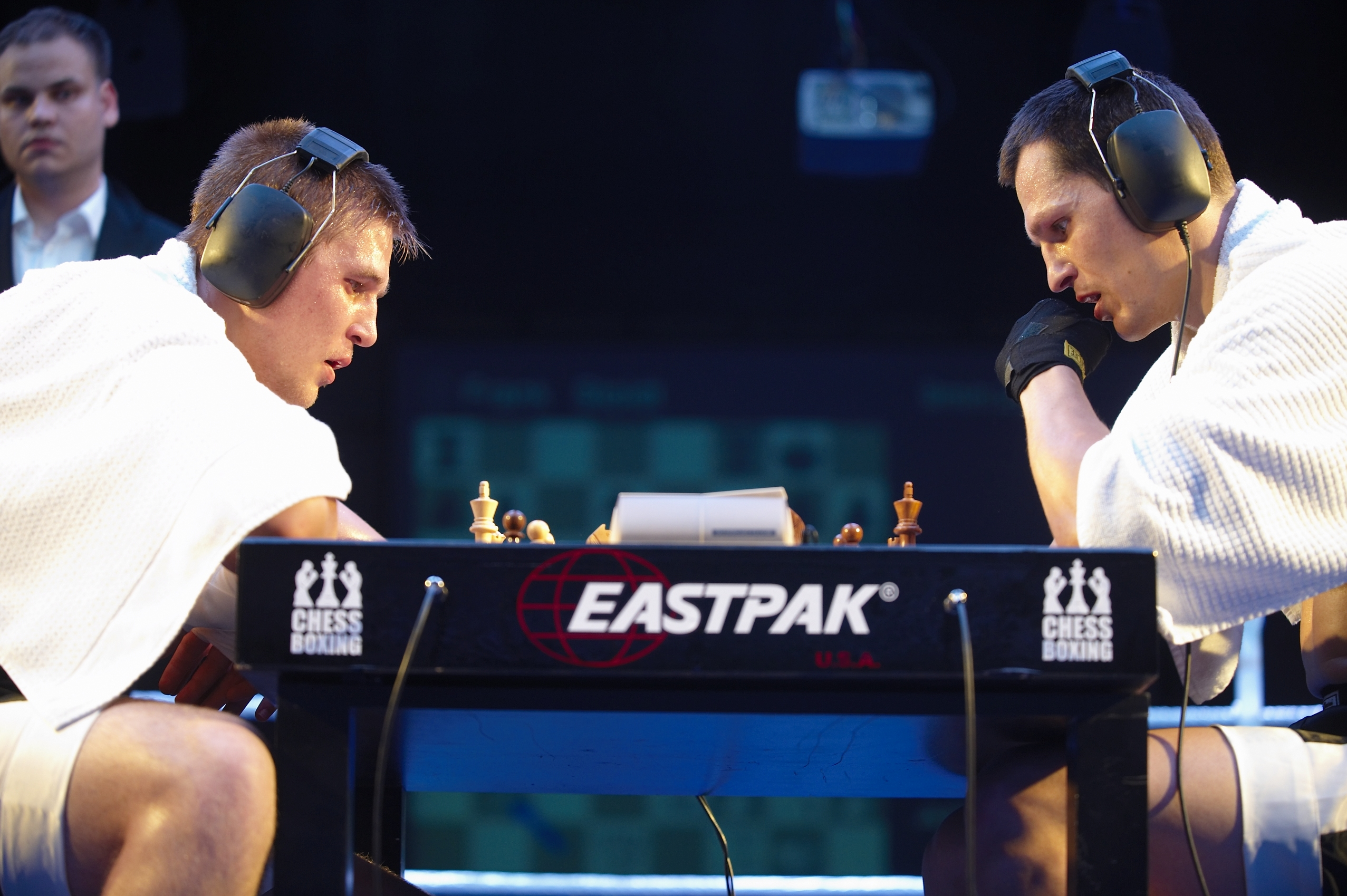
Schackboxning vid en turnering i Berlin anordnad 2008 av World Chess Boxing Organisation.

Schackboxning är en sport som kombinerar schack och boxning. 

## Matcher och regler
Matcherna består av upp till 11 ronder där varannan rond utgörs av schackspel, och varannan av boxning. Varje rond är 3 minuter lång, och matcherna börjar alltid med en schackrond. Den sammanlagda tidsmängden för boxning är således maximalt 15 minuter (fem ronder om vardera 3 minuter). Den sammanlagda tidsmängden för schackspel är maximalt 18 minuter (sex ronder om vardera 3 minuter). De båda spelarna har alltså maximalt 9 minuter vardera avsatt för schack (18 minuter delat på 2).
De tävlande kan vinna genom knockout eller teknisk knockout (i boxningsronderna), eller genom schackmatt eller att motståndarens tid går ut på schackklockan (i schackronderna).

## Historia
Sporten är inspirerad av den franske serietecknaren Enki Bilals album Froid-Équateur.